# Narodziny Wenus
Narodziny Wenus (wł. Nascita di Venere) – obraz włoskiego malarza renesansowego Sandra Botticelliego. Data powstania dzieła nie jest znana. Istnieją koncepcje, iż powstało w tym samym roku co Wiosna (1478) lub też ok. 1485 roku. Oba dzieła znajdowały się i były zlecone do willi di Castello przez Lorenza di Pierfrancesco de’ Medici z rodu Medyceuszy.
Tematyka obrazu zaczerpnięta została z hymnów homeryckich lub z wierszy Poliziana (Stanze), bądź też nawiązuje do filozofii neoplatońskiej. Metaforyczne powiązanie postaci nimfy Chloris i Wiosny zielonymi gałązkami może świadczyć o nawiązaniu do fragmentów dzieł Owidiusza Przemiany, w których Wiosna naradza się z Chloris.

## Opis obrazu
Obraz przedstawia scenę narodzin Wenus. Centralne miejsce zajmuje naga, długowłosa bogini, stojąca w ogromnej muszli unoszonej przez morskie fale. W prawej części obrazu znajduje się Hora (jedna z bogiń pór roku). Hora jest przepasana girlandą z róż, a na szyi ma wieniec z mirtu – rośliny poświęconej Wenus. Bogini trzyma w dłoni czerwony płaszcz, którym chce okryć nagą Wenus. Za nią widać pomarańczowy gaj. W lewej części obrazu znajdują się dwie splecione ze sobą postacie: kobieta i mężczyzna. Są to Zefiry, kierujące ku brzegowi muszlę, na której stoi naga Wenus. Oboje są bardzo skąpo odziani, mają na sobie tylko zwiewne chusty. W tle można zauważyć kwiaty, linię horyzontu i drzewa o wydłużonych liściach. Widać tu charakterystyczne cechy dla malarstwa Botticellego – jasne, lekkie kolory, oszczędnie stosowany światłocień, a przede wszystkim zamiłowanie do płynnej, giętkiej, falistej linii, będącej jego głównym środkiem wyrazu.
Elementy oddzielone są od siebie zmianami tonacji i nasycenia, a nie twardym konturem. Wszystkie przedmioty są wręcz pedantycznie zdobione. Szaty sprawiają wrażenie nadzwyczaj przewiewnych i lekkich. Światłocienie nie grają w obrazie znaczącej roli, ważniejsza jest barwa, jednakże po delikatnie zarysowanych cieniach można określić, że światło pada z prawej strony. Delikatne światłocienie, służą głównie do zarysowania mięśni, zagłębień ciała ludzkiego oraz nadaniu wypukłości niektórym elementom szat. Kompozycyjnie dzieło jest zamknięte, raczej proste, nieskomplikowane.
Nagość Wenus, jej s-kształtna poza i sposób przedstawienia ciała wzorowane są wyraźnie na starożytnych posągach. Gest przesłaniania piersi i łona przywołuje antyczny typ wizerunku Venus pudica.

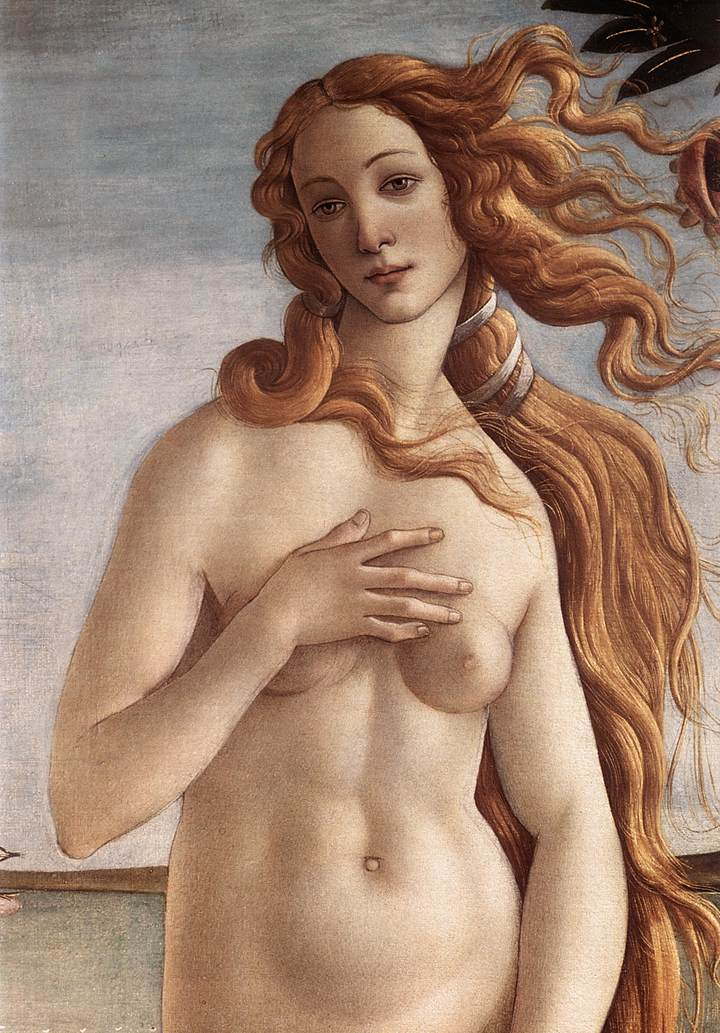
Fragment obrazu Narodziny Wenus

W przeciwieństwie do innych artystów renesansu i tendencji epoki do dążenia do jak największego realizmu w malarstwie (co możemy zaobserwować na przykładzie dzieł Leonarda da Vinci czy Rafaela), Botticelli nie zadbał o zachowanie dokładności i szczegółów w budowie anatomicznej postaci Wenus. Jej szyja jest nienaturalnie długa, a lewy bark został ustawiony pod nieprawdopodobnym pod względem anatomicznym kątem, jednak uchodzi ona za uosobienie kobiecego piękna.
W Narodzinach Wenus zostało spełnionych wiele postulatów dzieła malarskiego przedstawionych w dziele Leone Battisty Albertiego pod tytułem De pictura (O malarstwie) z 1435. Zgodnie z tymi przepisami Botticelli ukazał ruch postaci, rozwiane włosy i szaty, a także zastosował jasną tonację barw i równomierne, łagodne rozproszenie światła. Pełen ruchu układ postaci ukazanych po bokach Wenus znajduje harmonijne wyrównanie w łagodnym spokoju figury bogini – znów zgodnie z podkreśloną u Albertiego regułą równowagi i umiaru.
W dziele tym historycy sztuki doszukują się kontynuacji Wiosny Botticellego.
Według anegdoty do Narodzin Wenus pozowała Simonetta Cattanei.

## Interpretacje
W antycznym micie o narodzinach Wenus dopatrywano się mądrości filozoficznej. Temat ten był często poruszany przez nadwornych poetów Wawrzyńca Wspaniałego – mecenasa Botticellego. Przypuszcza się, że poemat Angela Poliziano pt. Giostra (1476-78) mógł zainspirować malarza. Marsilio Ficino tak wyjaśnia symbol Wenus:

Wenus znaczy Humanitas (...), Humanitas jest bowiem nimfą znakomitej urody, zrodzoną z nieba i bardziej od innych ukochaną przez najwyższego Boga. Jej dusza i umysł to miłość i miłosierdzie, jej oczy to godność i wielkoduszność, ręce - liberalność i wspaniałość, stopy - przystojność i skromność, całość jest więc umiarkowaniem i uczciwością, czarem i okazałością.

## Wykorzystanie motywów obrazu

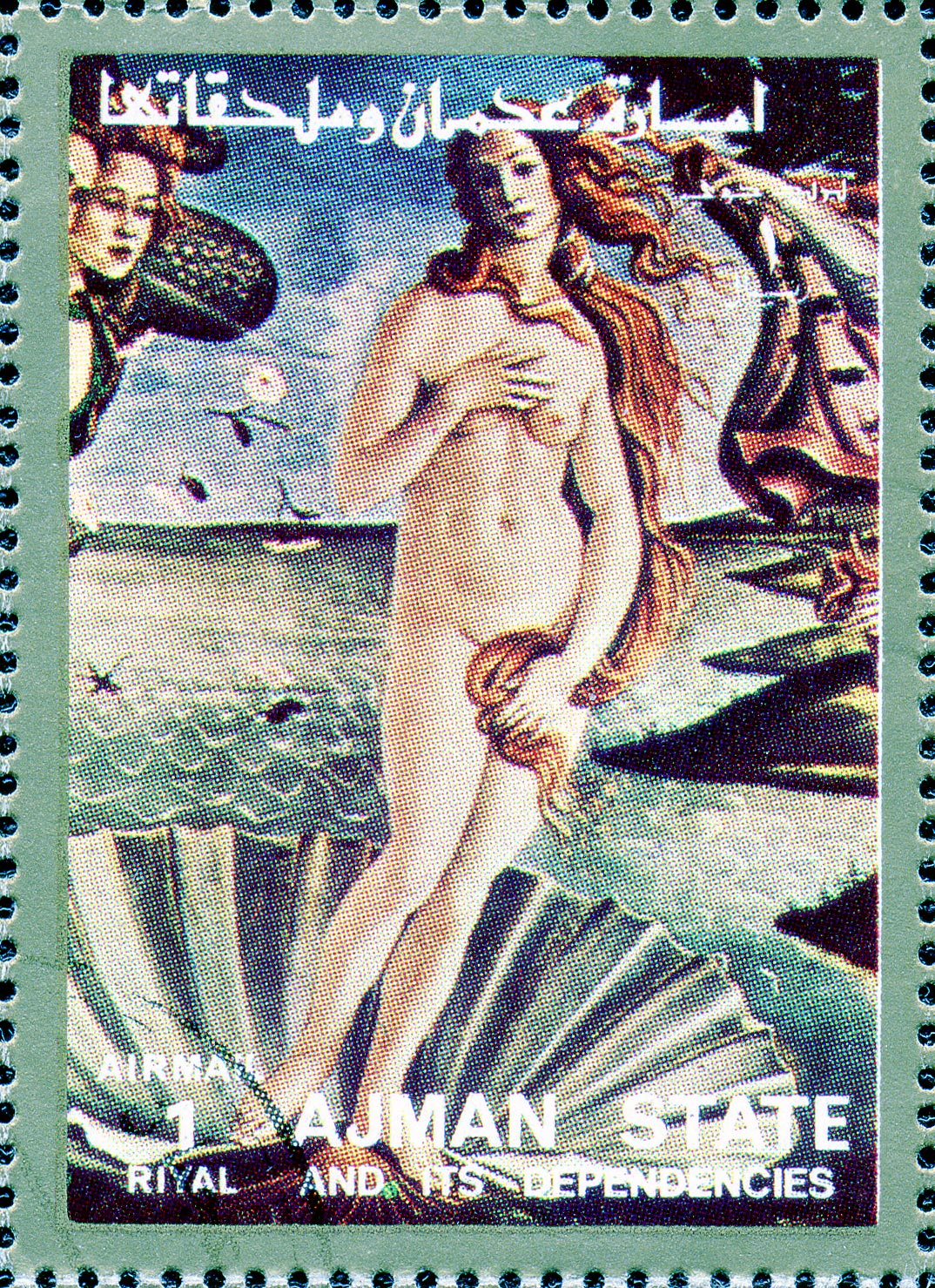
Znaczek pocztowy w Zjednoczonych Emiratach Arabskich

Fragment obrazu umieszczono na włoskiej monecie 10 eurocentów.
Motyw ten wykorzystała też firma Adobe w opakowaniach i materiałach promocyjnych programu Adobe Illustrator 10.
Fragmenty obrazu są zawarte na okładce płyty „Artpop” amerykańskiej piosenkarki Lady Gagi.